# 主計局決算課 (1934-1942)
主計局決算課（しゅけいきょくけっさんか）は、戦前の大蔵省に置かれていた部署である。

## 概要
財政行政整理で「1局2課」体制となったが、昭和初期の恐慌以来、財務行政事務は増大していった。そのために課の下の係の中には、課と同じくらいの規模となり、課内に独立した課を作るようにもなっていった。1934年（昭和9年）12月26日に予算決算課の決算に関する事務と司計課にあった「支払予算」「年度開始前支出及び定額繰越」「主計簿の登記」を合わせて、決算課が設置された。1942年（昭和17年）6月27日に決算課は第二課となる。

## 所掌事務
所掌
大蔵省分課規定（昭和9年12月26日）に所掌事務が規定されている。
```
（決算課の所掌事務）
一 総決算の調製に関すること。
二 
特別会計
の決算の調製に関すること。
三 
会計検査院
の検査報告に関すること。
四 支払予算に関すること。
五 年度開始前支出及定額繰越に関すること。
六 主計簿の登記に関すること。
```